# Fritz Albrich
Fritz Albrich (* 8. Juni 1899 in Czernowitz, Österreich-Ungarn; † 11. März 1957 in München) war ein deutscher Journalist und Autor.

## Leben
Albrich wurde 1899 in der Bukowina als Sohn eines österreichischen Offiziers geboren. Er besuchte das deutsche Gymnasium und studierte Rechtswissenschaften an der Universität Czernowitz. Danach wandte er sich dem Journalismus im Zeitungswesen zu und galt die nächsten Jahre als einer der bekanntesten Journalisten der Bukowina. Ab 1927 war er bei der Czernowitzer Allgemeinen Zeitung tätig, bis er in den 1930er Jahren zur nationalsozialistisch geprägten Czernowitzer Deutschen Tagespost ging. Albrich siedelte 1940 um („Heim ins Reich“) und arbeitete ab 1941 als Redakteur des Ostdeutschen Beobachters im besetzten Posen. Dort verfasste er u. a. deutlich antisemitische Artikel, etwa über ein jüdisches Ghetto in der Ukraine.
Er geriet später in sowjetische Kriegsgefangenschaft, aus der er 1946 entlassen wurde. Er zog nach Linz und wurde im Oktober 1948 Chefredakteur der Neuen Heimat in Linz. Diese Zeitung führte er in kurzer Zeit zur führenden Vertriebenen-Zeitung ganz Österreichs. Im Jahr 1951 fing er bei der Pfarrkirchner Lokalredaktion der Passauer Neuen Presse an, die er bis zu seinem Tod 1957 in München leitete. Albrich veröffentlichte wenige Bücher, die in der Deutschen Nationalbibliothek nicht geführt werden.

## Werke
- Griechische Reise, 1933.
- In den Sand geschrieben. Roman einer Gefangenschaft., Neue Heimat, Linz 1949.
- Passau gegen Potsdam eine Mahnung an das Weltgewissen. Ein Kapitel aus der Geschichte des menschlichen Herzens. Aus der Tränensaat von Potsdam wuchs die erste freudige Ernte des Wiedersehens in Passau. Linz 1950 (Essay)